# California State Route 24
De California State Route 24, afgekort CA 24 of SR 24 en meestal Highway 24 genoemd, is een state highway van de Amerikaanse deelstaat Californië. De drukke snelweg verbindt Oakland aan de oostkust van de Baai van San Francisco met Walnut Creek en de rest van Central Contra Costa County. In Alameda County loopt SR 24 door sterk verstedelijkte gebieden, terwijl ze in Contra Costa door beboste heuvels en woonwijken loopt. Op de grens gaat SR 24 door de Caldecott Tunnel.
SR 24 maakt deel uit van het California Freeway and Expressway System.